# Reino Aarnio
Reino Aarnio (Turku, 8 de diciembre de 1912 - Nueva Jersey, 12 de febrero de 1988 ) fue un arquitecto fino-estadounidense afincado en Nueva Jersey.

## Primeros años
Nacido el 8 de diciembre de 1912 en Turku, Finlandia Aarnio obtuvo su Licenciatura en Arquitectura en la  Universidad de Nueva York en 1938, graduándose cum laude. Ganó el premio FB Morse en 1935 y el premio Sherrill en 1936.

## Carrera
Aarnio se unió al Instituto Americano de Arquitectos en 1948 y estableció su propia firma ese año. En 1967, fue profesor asociado en el Instituto de Tecnología de Nueva York. También fue presidente del comité de Arte y Arquitectura de la Fundación Finlandia desde 1960; el vicepresidente de la Junta de Apelaciones de Zonificación, River Edge, Nueva Jersey, desde 1965; consultor de arquitectura para el Comité de Premios de Becas de la Fundación Estadounidense-Escandinava desde 1965; y enlace como la junta de planificación de River Edge, Nueva Jersey desde 1969.

## Premios y publicaciones
Fue nombrado caballero por el gobierno de Finlandia en 1963. Recibió un premio a la Mejor Biblioteca Municipal por la Biblioteca Pública de Paramus en Paramus, Nueva Jersey en el Club del Libro del Mes, 1965. Fue publicado en numerosos artículos, que incluían contribuciones sobre arquitectura y diseño en libros y revistas. Fue miembro del Patronato del Seminario Escandinavo de Estudios Universitarios en Escandinavia desde 1959.

## Vida personal
Reino Aarnio estaba casado con Sylvia (Bachman) Aarnio una soprano de coloratura y graduada de la Escuela de Música Juilliard.

## Obras
- 1956: Exposición estadounidense para la feria comercial St. Eric's en Estocolmo, Suecia.[4]
- 1956: Edificio de la administración, biblioteca y sala de exposiciones de los EE. UU. en Estocolmo, Suecia.[5]
- 1957: Exposición estadounidense en la feria comercial internacional de Poznan, Polonia.[4]
- 1958: Edificio de la Administración de EE. UU., Biblioteca y Exposición en Poznan, Polonia.
- 1959: Edificio de la administración, biblioteca y sala de exposiciones de los EE. UU. en Salónica, Grecia.[5]
- 1960: Biblioteca pública de River Edge, Nueva Jersey.[5]
- 1963: Pabellón de Hawái, Feria Mundial de Nueva York.[5]
- 1963: Templo y escuela de reforma de River Edge, Nueva Jersey.
- 1965: Biblioteca Pública de Paramus, Nueva Jersey en el Club del Libro del Mes.
- 1968: Immanuel Lutheran Church School en Whitestone, Nueva York..
- 1969: Embajada de Finlandia ante la ONU, Nueva York.
- 1969: Biblioteca pública de Lincoln Park, Nueva Jersey.